# Nipawin n.º 487
Nipawin n.º 487 es un municipio rural canadiense situado en la provincia de Saskatchewan.

## Superficie
Nipawin n.º 487 tiene una superficie de 879,63 km².

## Demografía
En 2021, tenía 958 habitantes, una densidad poblacional de 1,1 hab./km², y 467 viviendas.